# Otto I van Anhalt
Otto I van Anhalt (overleden op 25 juni 1304) was van 1266 tot 1304 vorst van Anhalt-Aschersleben. Hij behoorde tot het huis Ascaniërs.

## Levensloop
Hij was de oudste zoon van vorst Hendrik II van Anhalt-Aschersleben en Mathilde van Brunswijk-Lüneburg, dochter van hertog Otto het Kind.
Na de dood van zijn vader in 1266 erfde Otto I samen met zijn jongere broer Hendrik III het vorstendom Anhalt-Aschersleben, maar omdat ze door hun minderjarigheid nog niet zelfstandig konden regeren, bleef hun moeder tot in 1270 regentes. Daarna regeerden Otto I en Hendrik III gezamenlijk hun grondgebied.
In 1283 trad Hendrik III af als vorst van Anhalt-Aschersleben om een kerkelijke loopbaan te beginnen, waarna Otto I het vorstendom alleen bestuurde tot aan zijn dood in 1304.

## Huwelijk en nakomelingen
In 1283 huwde Otto I met Hedwig van Silezië (1256-na 1300), een dochter van hertog Hendrik III van Silezië. Ze kregen volgende kinderen:
- Otto II (-1315), vorst van Anhalt-Aschersleben
- Sophia, huwde voor 1308 met graaf Ulrich III van Regenstein-Heimburg
- Elisabeth, huwde rond 1300 met graaf Frederik van Beichlingen-Rothenburg